# Bendix Woods
Bendix Woods County Park è un parco situato a New Carlisle, nell'Indiana, Stati Uniti d'America. L'area è gestita dalla Contea di St. Joseph.

## Storia
Il nome Bendix Woods origina dalla Bendix Corporation, che donò il terreno alla contea per la creazione del parco.
Il significato storico dell'area è però legato al primo proprietario dell'area, la Studebaker, Casa automobilistica di South Bend, nell'Indiana, che la adibì in una struttura per le prove delle proprie autovetture. È stato il primo impianto di una Casa americana destinato a questo scopo.
La Studebaker trasformò nel 1926 i 3,4 km² di terreno per la finalità sopra esposta, battendo la Packard di un anno. La Casa automobilistica di South Bend promosse la struttura come Million Dollar Outdoor Testing Laboratory (“Laboratorio di prove all'aperto da un milione di dollari”). Il tracciato di prova che si snodava nel parco simulava vari tipi di terreni e le diverse condizioni stradali. La Studebaker migliorò il parco allestendo un ambiente più naturale. Nel 1937 la compagnia piantò più di 5000 pini in modo tale che, visto dall'alto, alcuni di essi formavano la scritta “STUDEBAKER”.

## Cronaca
Dopo la grave crisi del 1963 che colpì la Studebaker e portò la chiusura dei suoi stabilimenti produttivi statunitensi, il terreno fu acquistato dalla Bendix Corporation che lo utilizzò per scopi legati all'attività dell'azienda.
Nel tardo dicembre 2004 la scritta “STUDEBAKER” formata da pini, fu pesantemente danneggiata durante la settimana di Natale, a causa di una tempesta di neve.